# Erich Jenisch
Erich Jenisch (* 22. Juni 1893 in Königsberg i. Pr.; † 1966 in Würzburg) war ein deutscher Literaturhistoriker.

## Leben
Jenisch studierte Literatur und Kunstgeschichte an der Albertus-Universität Königsberg und an der Friedrich-Wilhelms-Universität Berlin. 1918 wurde er zum Dr. phil. promoviert. Vorübergehend war er Kritiker bei Königsberger Zeitungen. 1925 habilitiert, wurde er 1933 a. o. Professor mit gleichzeitigem Lehrauftrag für die Handelshochschule Königsberg und die Technische Hochschule Danzig.
Als er 1940 ausscheiden musste, wurde er Bibliothekar an der Luftkriegsschule Gatow. Nach dem Zweiten Weltkrieg hatte er als planmäßiger außerordentlicher Professor einen Lehrauftrag für Neuere deutsche Literaturgeschichte an der Julius-Maximilians-Universität Würzburg, wo er der Neueren Abteilung des Germanistischen Seminars der Philosophischen Fakultät vorstand.
Erich Jenisch war seit 1919 mit Marta (Martha, * 1899), der Tochter von Paul Wegener, verheiratet. 